# 高等工程技术学院
45°29′43.08″N 73°33′46.44″W / 45.4953000°N 73.5629000°W
高等工程技术学院（École de technologie supérieure，ÉTS）是位于加拿大魁北克蒙特利尔的公共工程学校。
高等工程技术学院成立于1974年，是魁北克大学系统的一部分。 专门从事工程和技术转让给公司的应用教学，教授工程师和研究人员，他们的实践和创新的方法被认可。
在任何一年，在魁北克省工程学校或教师获得文凭的所有工程师中，有25％从高等工程技术学院毕业。[1] 因此，它每年授予的工程文凭总数在魁北克排名第一，在加拿大排名第四。高等工程技术学院的授课语言为法语。
高等工程技术学院的主要地址是1100 Notre-Dame Street West在蒙特利尔的Griffintown附近，前O'Keefe啤酒厂的所在地，后来被改造为学校。 它有两座用于教育计划和研究活动的建筑。
学校在其所有的本科课程中提供合作教育。学士学位课程均已获得加拿大工程认证委员会（CEAB）的认证。每年，ETS毕业的魁北克工程师人数在加拿大排名第二。学生可以选择专攻以下学科：建筑工程，电气工程，信息技术工程，软件工程，机械工程，生产工程，工业工程[2]它还提供多个硕士学位课程和工程博士学位。攻读硕士和博士学位的国际学生大多来自拉丁美洲，欧洲，北非和东欧。主要研究领域包括能源，环境，制造和制造，卫生技术，系统，IT，微电子和电信，航空航天制造和航空电子，项目管理，创新管理等。
高等工程技术学院学生运行的技术俱乐部参加国际比赛。 世界上最快的人力潜艇Omer就是由一个这样的俱乐部开发的。 一个名为S.O.N.I.A.的自主水下航行器、无人驾驶飞行器Dronolab、行走机器人、Eclipse太阳能动力车、Chinook世界冠军风力发动机和许多其他在过去几年的国际比赛赢得了无数的奖项。 学校还设有一个混凝土的独木舟俱乐部，三年来都是加拿大的卫冕冠军。